# Anton Jarc
Anton Jarc, slovenski rimskokatoliški duhovnik, * 15. avgust 1813, Ajdovec pri Žužemberku, † 13. februar 1900, Ljubljana.

## Življenjepis
Osnovno šolo in gimnazijo je obiskoval v Novem mestu, licej in teologijo pa je študiral v Ljubljani. Leta 1838 je bil posvečen. Njegov prvo službeno mesto je bilo na Ježici, nato je  od 1839 do 1842 nadaljeval študij teologije na Dunaju kjer je tudi doktoriral. Po vrnitvi v domovino je bil do 1842 do 1844 kaplan na Vrhniki, od 1844 do 1849 je poučeval verouk na ljubljanskem liceju. Po preureditvi srednjega šolstva 1849 je bil učitelj verouka na ljubljanski gimnaziji. Leta 1851 je postal začasni, 1855 stalni nadzornik srednjih šol na Hrvatskem in v Slavoniji. V tem času je dobil dostojanstvo naslovnega opata v velikovaradinski škofiji s pravico, nositi škofovske insignije. Leta 1861 je bil prideljen v službovanje pri deželni vladi v Ljubljani, bil imenovan za nadzornika srednjih šol na Kranjskem, 1869 je prevzel nadzorstvo ljudskega šolstva. V posebnih političnih razmerah je moral 1873 v pokoj. Odtlej je marljivo delal pri raznih društvih in pisal članke. Dolgo let je bil odbornik Slovenske Matice. Cecilijinemu društvu je predsedoval od ustanovitve 1877 do 1896. Razen knjižice Sveto leto s kratkim podukom (Ljubljana, 1881) je v slovovenskem prevodu izdal Alfonza Liguorija knjigo Molitev velik pripomoček k zveličanju (Ljubljana, 1888).